# ¡Buen viaje, Excelencia!
¡Buen viaje, Excelencia! és una pel·lícula de comèdia espanyola dirigida i escrita per Albert Boadella i estrenada el 10 d'octubre de 2003. Filmada en exteriors de Saragossa, Madrid i Castella i Lleó, va comptar amb la participació de l'actor Ramon Fontserè en el paper del general i dictador Francisco Franco. En 2019 la productora associada a la pel·lícula va ser condemnada a pagar prop de 30 mil euros per haver utilitzat aparentment sense llicència la cançó "Cara al sol", himne de la Falange Española de las JONS.

## Sinopsi
El general Franco passa els seus últims dies de vida al Palau Reial del Pardo, entre deliris del passat, i envoltat per la seva família i el seu lleial seguici militar. Preocupats pel delicat estat de salut del cabdill, recorren a la medicina alternativa de la doctora Müller, una metgessa alemanya que al final es convertirà en la mà dreta del general davant la sorpresa de tots.

## Repartiment
- Ramon Fontserè - Francisco Franco
- Minnie Marx - la doctora Müller
- Pilar Sáenz - Carmen Polo
- Xavier Boada - Cristóbal Martínez-Bordiú
- Jesús Agelet - Pacón
- Lluís Elias - el doctor Vicente
- Teresa Berganza - Carmen Martínez

## Recepció
No va rebre gaires bones crítiques i fins i tot Boadella va rebre el "premi al pitjor director" als Premis YoGa 2004.